# مریم عیوضی
مریم عیوضی (زادهٔ ۴ اردیبهشت ۱۳۵۹ در زنجان) نقاش ایرانی است. اغلب آثار او را نقاشی‌های انتزاعی تشکیل می‌دهند.

## زندگی‌نامه
مریم عیوضی در اردیبهشت ماه سال ۱۳۵۹ در شهر زنجان زاده شد. اولین فرزند خانواده بود و تحصیلات مقدماتی خود را در این شهر گذراند. در ۱۳ سالگی با دیدن اثری از ویلم دکونینگ(Willem de Kooning) (یکی از برجسته‌ترین نقاشان جنبش اکسپرسیونیسم انتزاعی)(زن ۳) شیفته قدرت و جادوی نقاشی شده و تصمیم به ادامهٔ تحصیل و البته فعالیت در این رشته می‌نماید. تا این که سرانجام موفق به اخذ مدرک کارشناسی زیر نظر هنرمندانی چون رضا بانگیز از دانشکده هنر و معماری دانشگاه آزاد اسلامی می‌شود.
وی تحصیلات خود را در مقطع کارشناسی ارشد در رشتهٔ هنرهای زیبا در آکادمی هنرهای زیبا در شهر بولونیا در ایتالیا به پایان می‌رساند.

## سبک‌شناسی
آثار او همگی فضایی انتزاعی دارند و ریشه در موضوعات مربوط به طبیعت دارند؛ موضوعاتی که وابستگی او به طبیعت را نشان می‌دهد. تنوع مواد و پالت رنگی در آثارش نقش مهمی بازی می‌کند. در آثار او تکنیک‌های مختلفی با هم آمیخته شده‌است و در آن‌ها از زغال تا مداد شمعی و اکریلیک استفاده شده‌است. از نظر دیداری، لحظات ناپایدار و معلق و خطوط سیال آثار او، مانند لحظهٔ به پرواز درآمدن اشیا بر اثر وزش بادی تند، شبه‌تصویری مانند منظره را تداعی می‌کند.

## نمونه‌هایی از آثار او

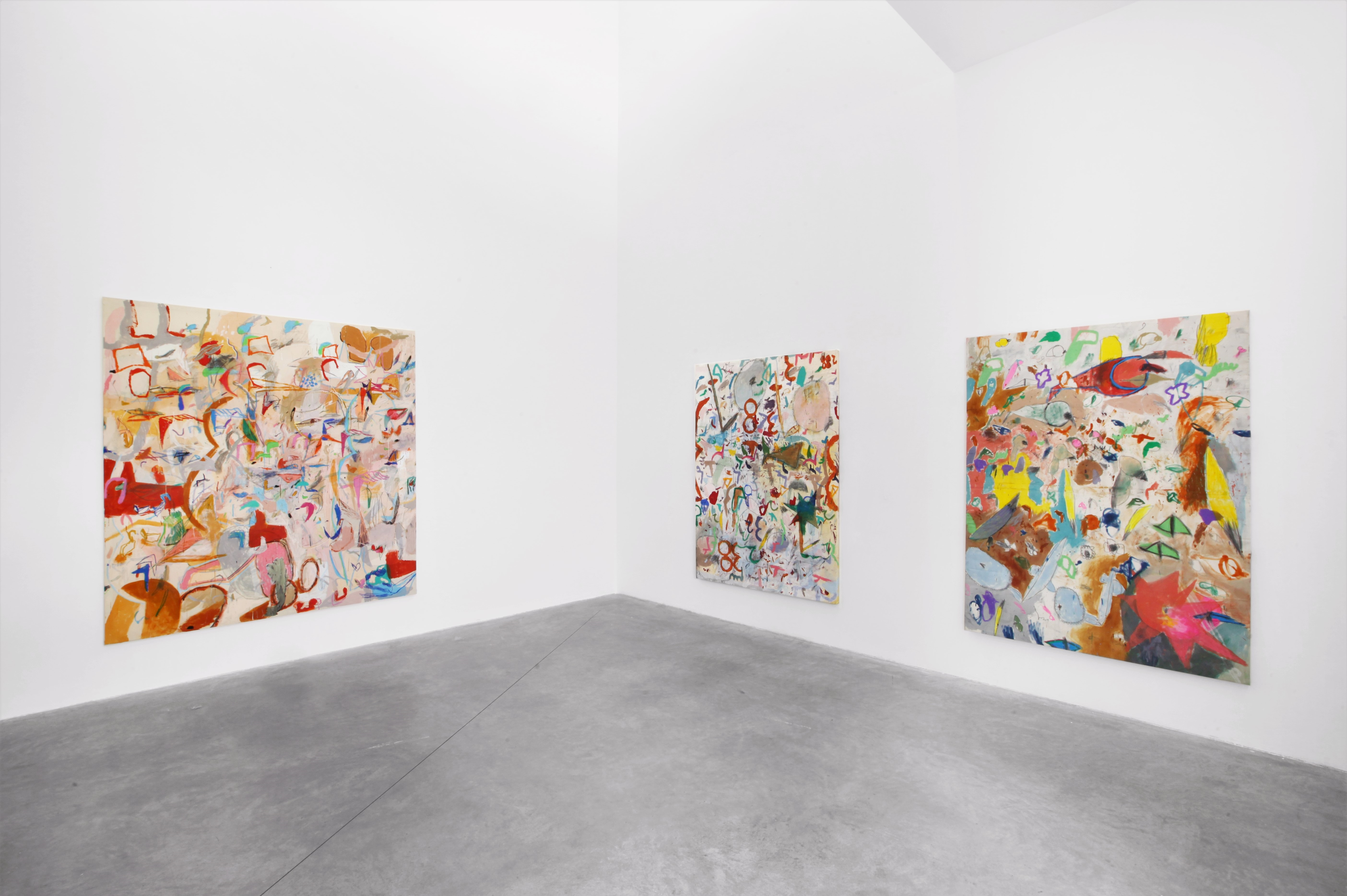
سری برچسب‌ها، گالری الساندرو البانزه، میلان، ایتالیا، سال ۲۰۱۹
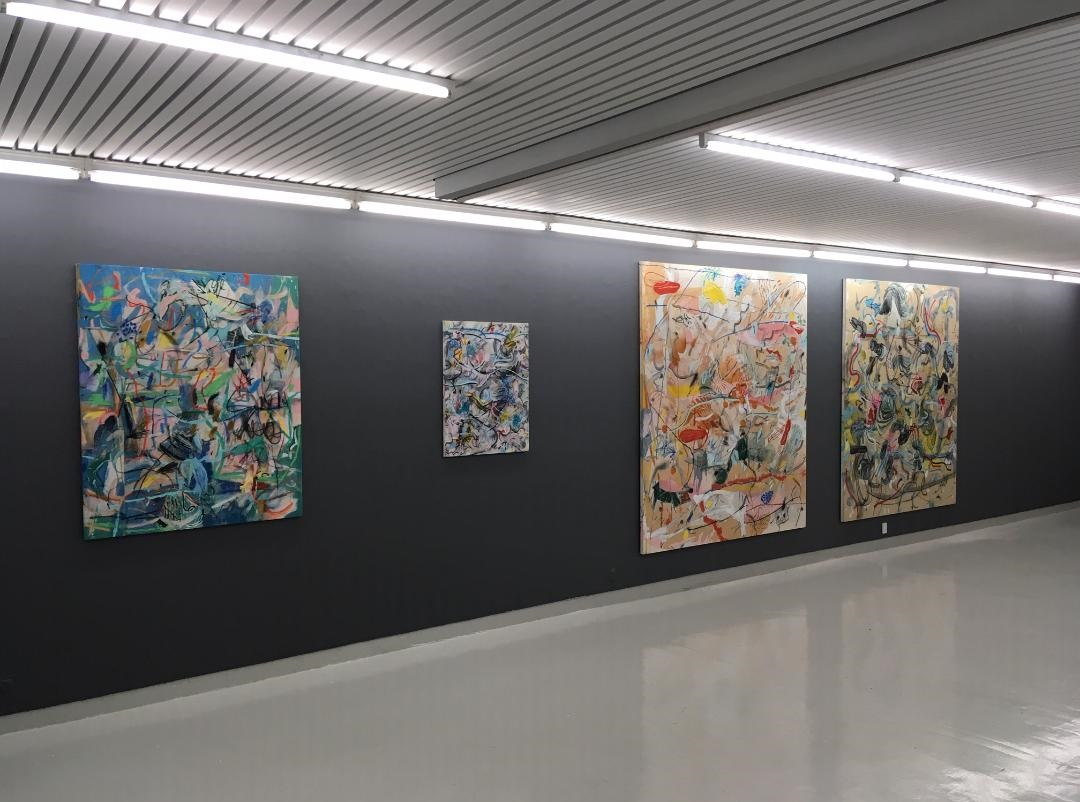
سری ارشمیدس، گالری تام کریستفرسون، کپنهاگ، دانمارک، سال ۲۰۱۹
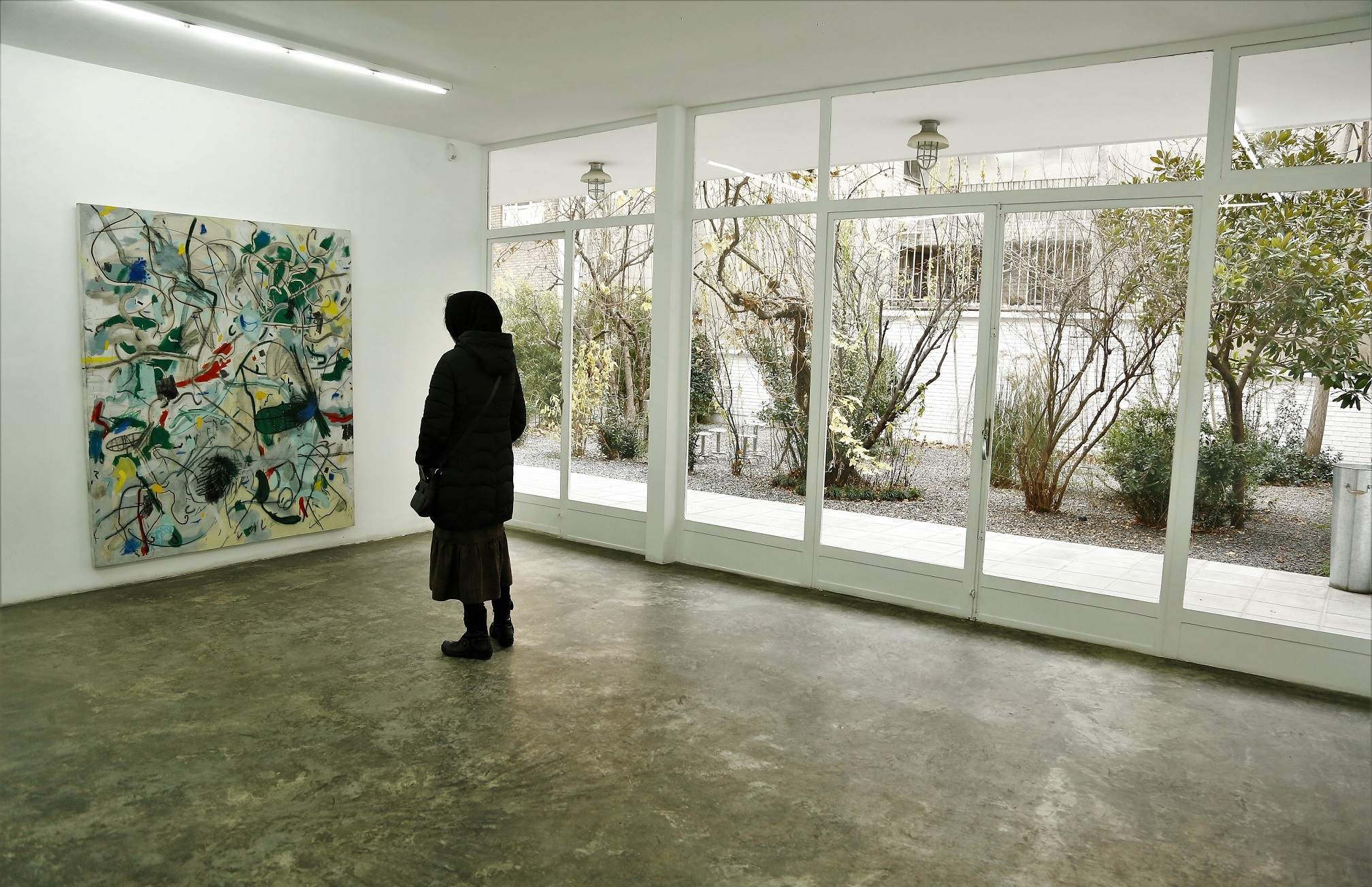
سری برچسب‌ها، گالری ا، تهران، ایران، سال ۱۳۹۷
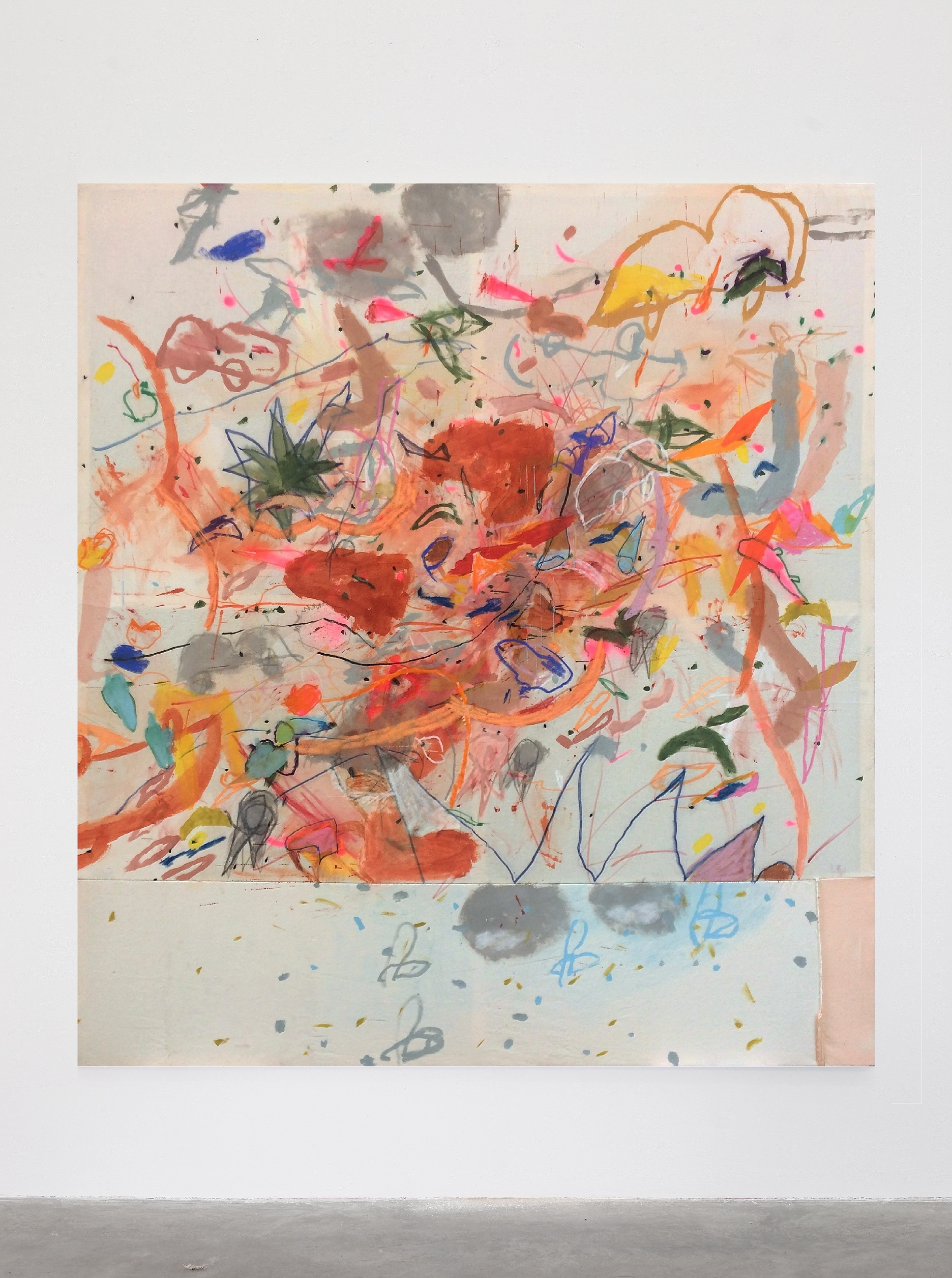
بدون عنوان ،مجموعهٔ شخصی ، میلان، ایتالیا، سال ۲۰۱۹
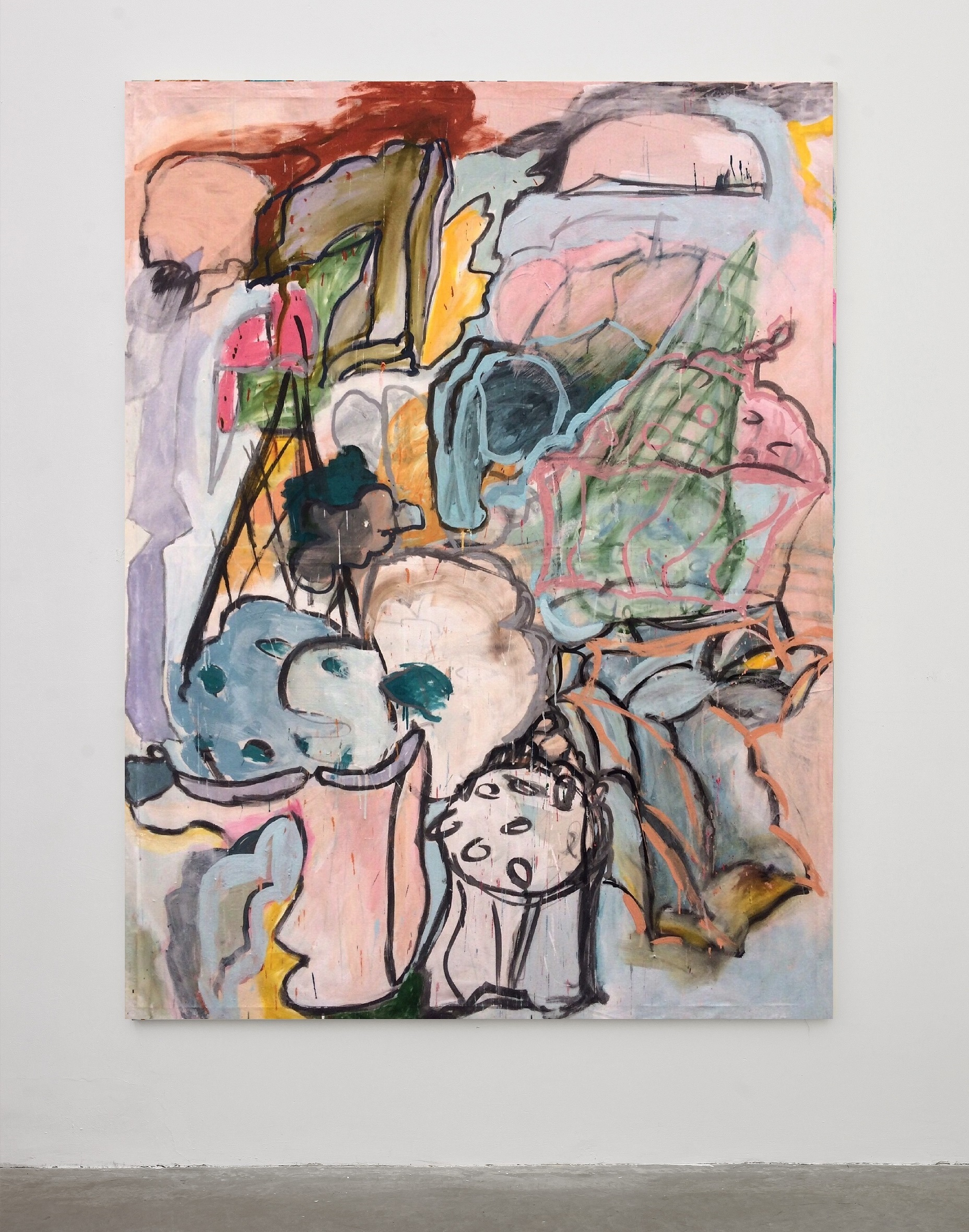
بدون عنوان ،مجموعهٔ شخصی ، میلان، ایتالیا، سال ۲۰۱۹
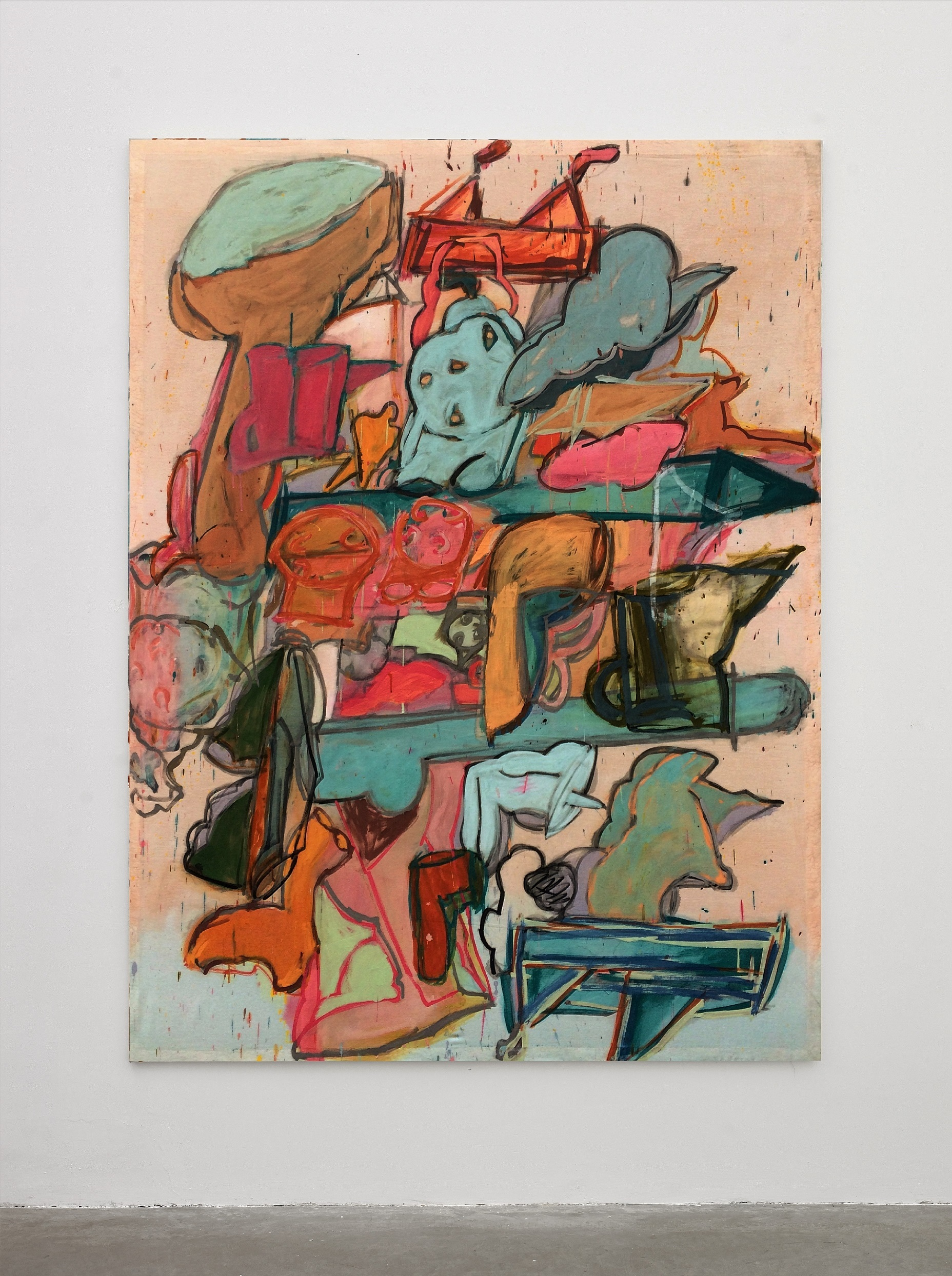
بدون عنوان ،مجموعهٔ شخصی ، میلان، ایتالیا، سال ۲۰۱۹